# Alwaye
Alwaye és un riu de l'Índia a l'estat de Kerala.
Els portuguesos el van anomenar Fiera d'Alva. És una branca del riu Periyar al que s'uneix a la ciutat d'Alwaye, modernament Aluva, entrant després a l'estuari de Kochi.
Vegeu també: Aluva